# Laura (prénom)

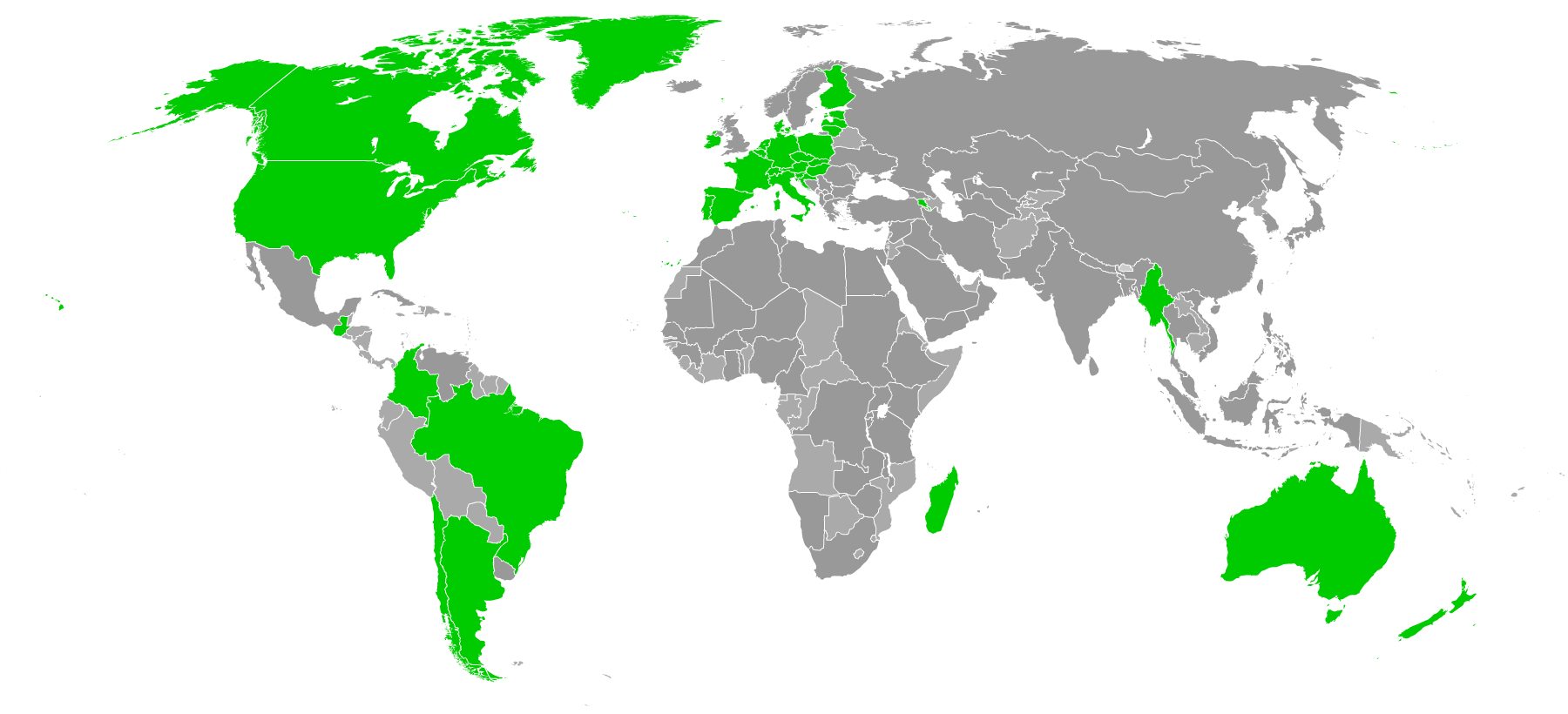
Popularité du prénom Laura à travers le monde (carte)

Laura est un prénom féminin.

## Origine
Laura est le féminin du nom latin Laurus qui signifie « laurier ».

## Variantes et dérivés
Le prénom Laura a pour variantes et dérivés Laura-Lee, Lauralee, Lauraleen, Lauralie, Laura-Line, Lauraline, Lauraly, Lauralyne, Lora, Loralie et Loraline.

## Dans les langues
- Laura (anglais, espagnol, italien, portugais, roumain, catalan, français, finnois, estonien, hongrois, polonais, slovène, croate, tchèque, slovaque, suédois, norvégien, danois, allemand, néerlandais, lituanien, letton, romain tardif)

## Personnes portant ce prénom
- Pour voir tous les articles concernant les personnes portant ce prénom, consulter les pages commençant par Laura.
- Laura Smet (1983-), actrice française et fille de Johnny Hallyday
- Laura Branigan (1952-2004), chanteuse américaine
- Laura Blanc (1973-), actrice française de doublage et fille du chanteur Gérard Blanc
- Laura Préjean (1977-), actrice de doublage français et fille de Patrick Préjean
- Laura Pausini (1974-), chanteuse italienne